# Reneszánsz kert
A reneszánsz kert fontos kerttörténeti stílus és kertforma, amely a barokk kertek előtt alakult ki és a 16–16. században meghatározó volt. A reneszánsz kertek a barokk kertekkel együtt – geometriai, mértani szabályozottságuk, tagoltságuk miatt – szintén az architektonikus kertek közé tartoznak.

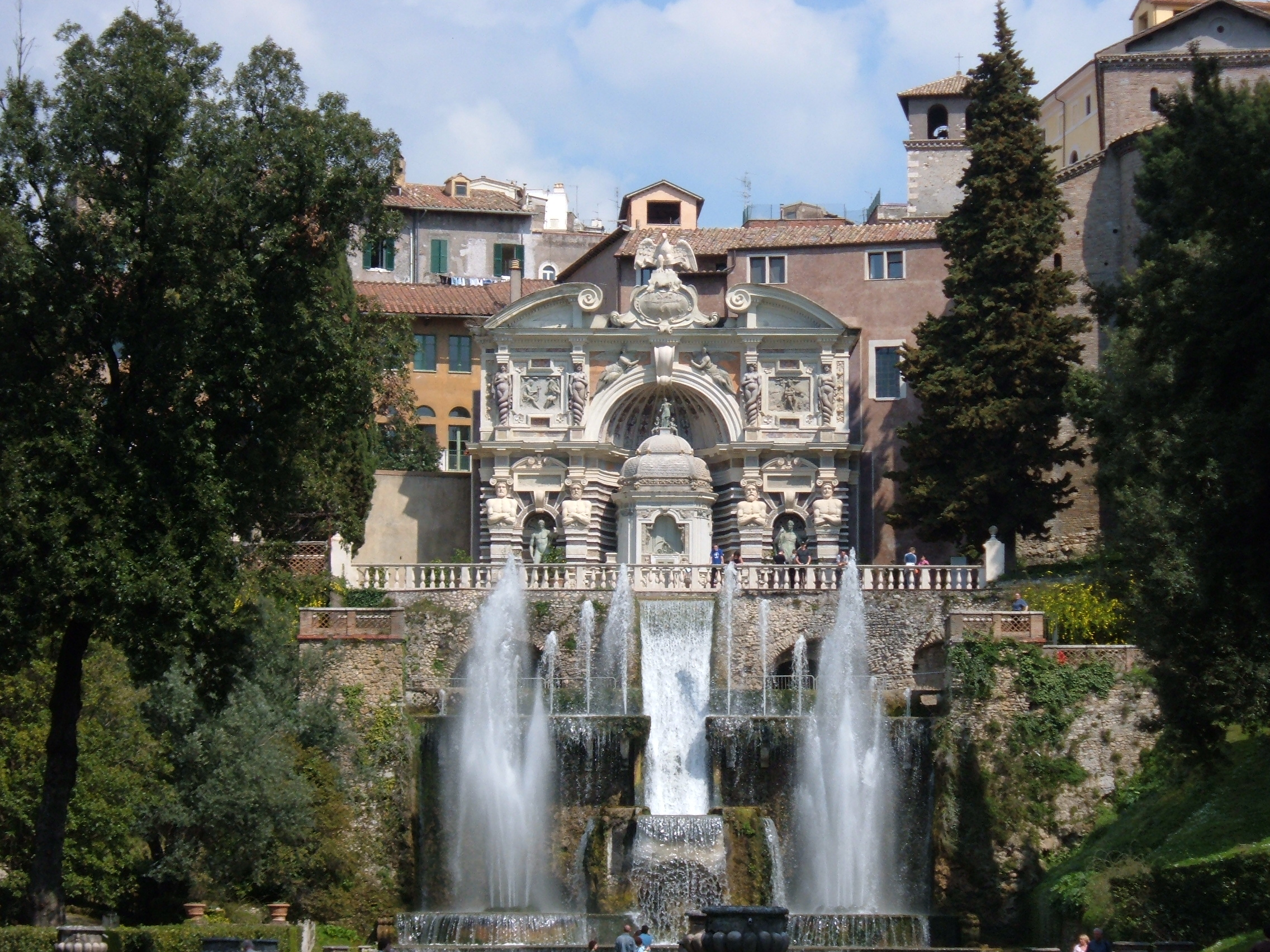
Villa d'Este – Tivoli

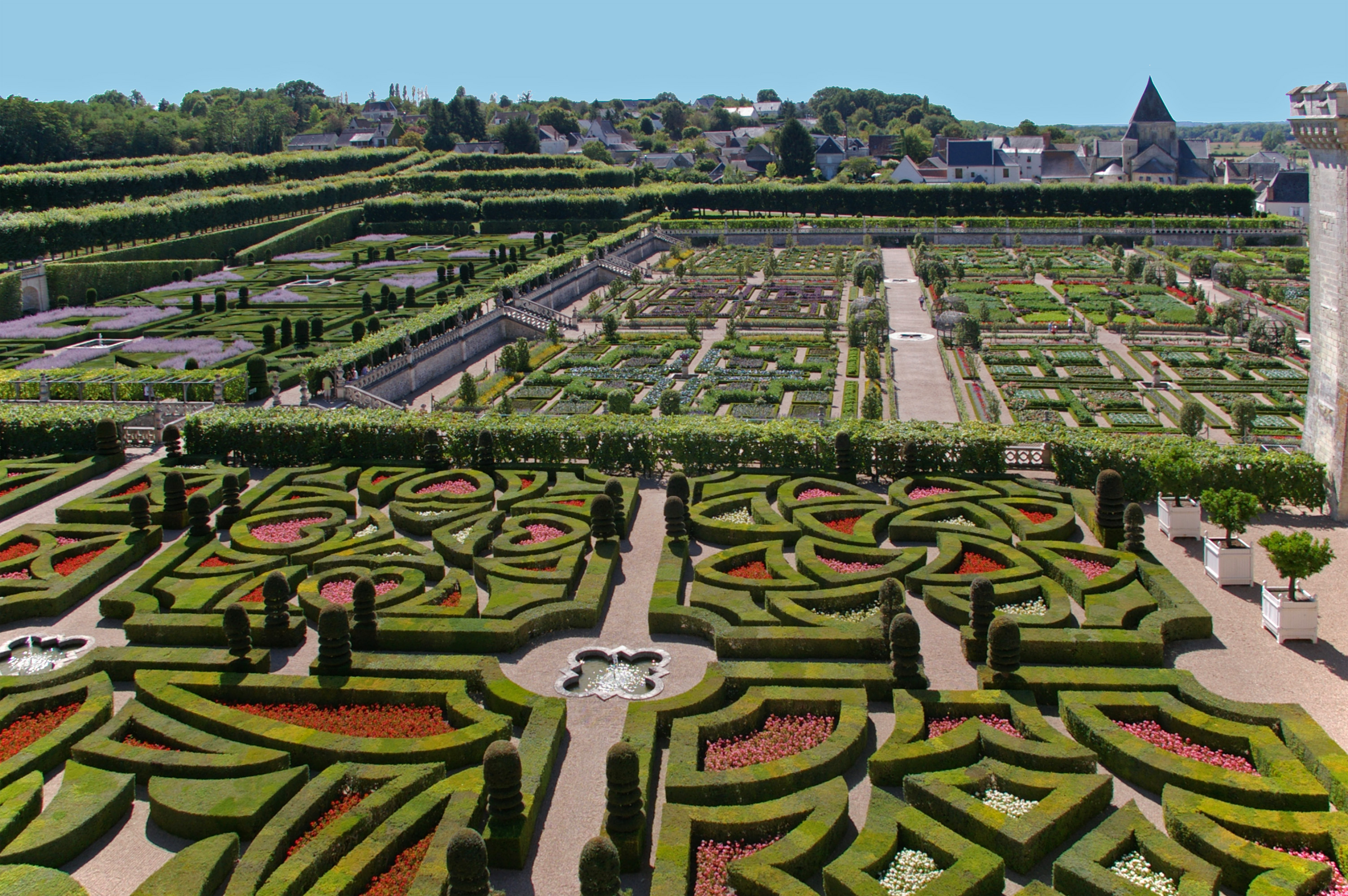
Egy francia kastély reneszánsz kertje

A reneszánsz nyomán Itáliából indult ki, majd Franciaországban és ezzel közel egyidőben Magyarországon is elterjedt, bár itt virágkorát nem élhette meg a török hódítás miatt. A francia reneszánszból alakult ki a barokk, míg az angoloknál vegyes reneszánszról beszélhetünk, ami a gót és az előbarokk együttes megjelenését jelenti.
A reneszánsz kerteknél alapvető koncepció, hogy az épület és a kert szoros összhangba kell kerüljön, mivel a kert nem más, mint az épület előszobája.

## A reneszánsz kertek jellemzői
A reneszánsz kertek lejtős területen létesültek, ha a terület sík volt, akkor lejtősre képezték ki. Az épületet a lejtő felső egyharmad magasságára építették, így a horizontsík alatt rálátás nyílt az egész kertre. A kert villajellegű épületekhez csatlakozik, mintegy 10-15 hektár területű, ami egy hippodromnak felel meg.
Az épületek homlokzatán megjelenő geometriai formák a kert vízszintes síkján tükröződnek. Ugyanolyan geometriai formákat alakítanak ki a parterre-eknél, ami általában négyszög alak. A kert síkja vízszintes vagy az épületek előtt teraszos kiképzésű, a teraszok közötti síkot lépcsővel kötötték össze.
Az utak a szimmetria tengelyén kívül átlós irányúak, a geometriai alapú parterre-ek csak rálátással élvezhetők. A parterre magas fákkal határolt négyzet, ezeket a fákat mindig egyszerű geometriai formára nyírták, ez a mai sövényforma. A parterre-eken belül gyümölcsfák vagy zöldségnövények virultak. Az épületek előtti háromszögbe agyagedényekbe ültetett örökzöld és lombhullató növényeket raktak ki. Ide került citrom (Citrus limon), narancs (Citrus sinensis), füge (Ficus carica), gránátalma (Punica granatum), leander (Nerium oleander), a mediterrán kertek alapjai. Elszórtan a pálma is megjelent a reneszánsz kertek végén.
A valódi díszkert az épület előtti 1/3 részben volt, ahol az utak átlósak voltak. A többi parterre-be rózsa, liliom, ciklámen, orgona, jázmin és/vagy teacserje került.
Az utak találkozási pontjánál a szimmetriatengelyen lévő szökőkutakban a vízsugár – ellentétben a későbbi barokk kertekkel – ívesen meghajló, csobogó hangot adó, magát a kutat vízköpő mitológiai szoborcsoport díszíti.
A kert vége az épülettel szembeni szimmetriatengelyen félkörös építménnyel zárult, ahol mindig szökőkútegyüttest alakítottak ki. A parterre-ek közötti utakat zúzott kővel portalanították (mészkő). A kertet magas kerítés határolja, amely a kilátást nem teszi lehetővé.
Ezeknél a kerteknél jelenik meg a hivatásos kertészek alkalmazása.
- Híres kertek: Villa d'Este – 100 kutak palotája

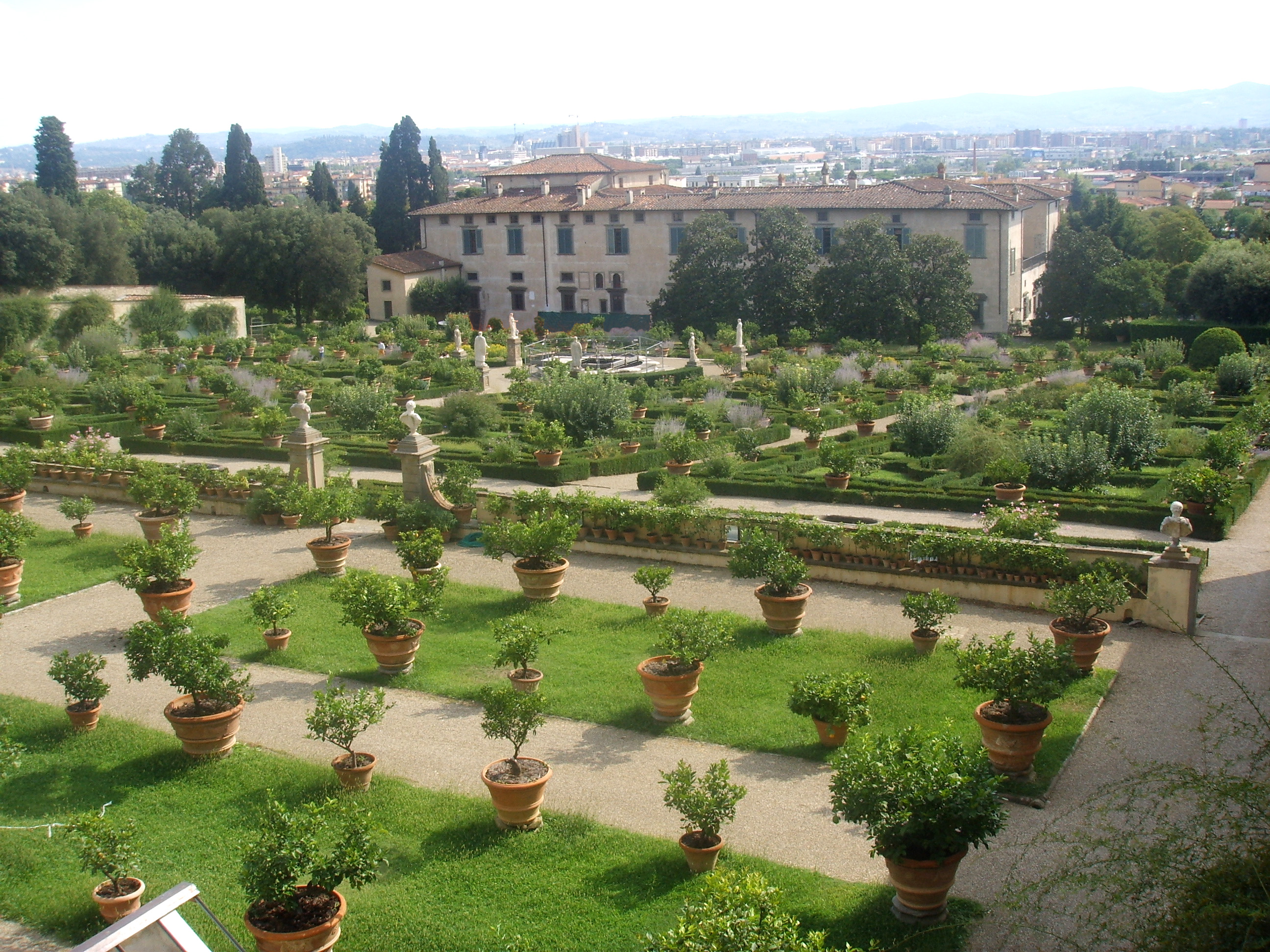
Parco di Castello
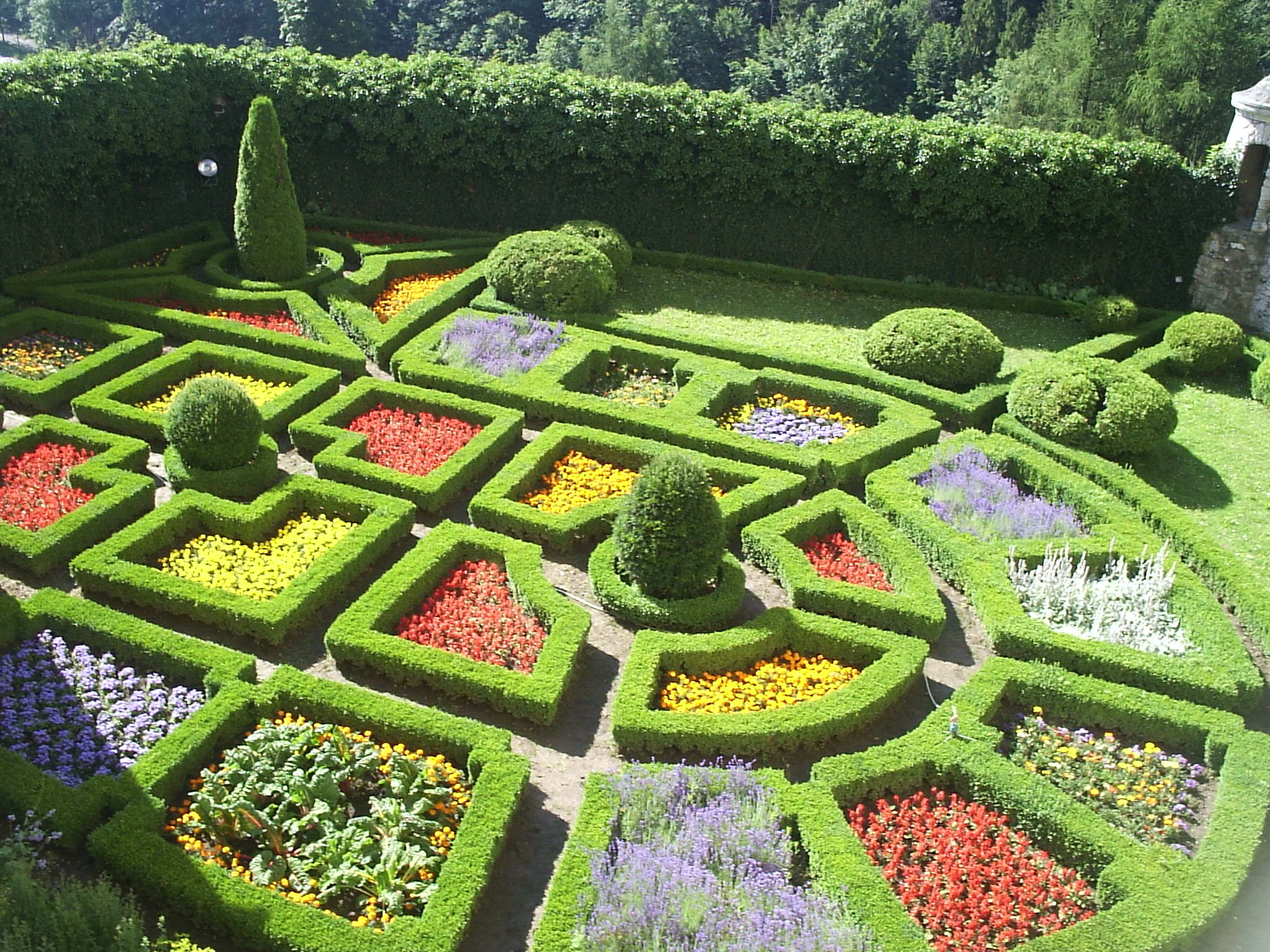
Arabeszk-formák
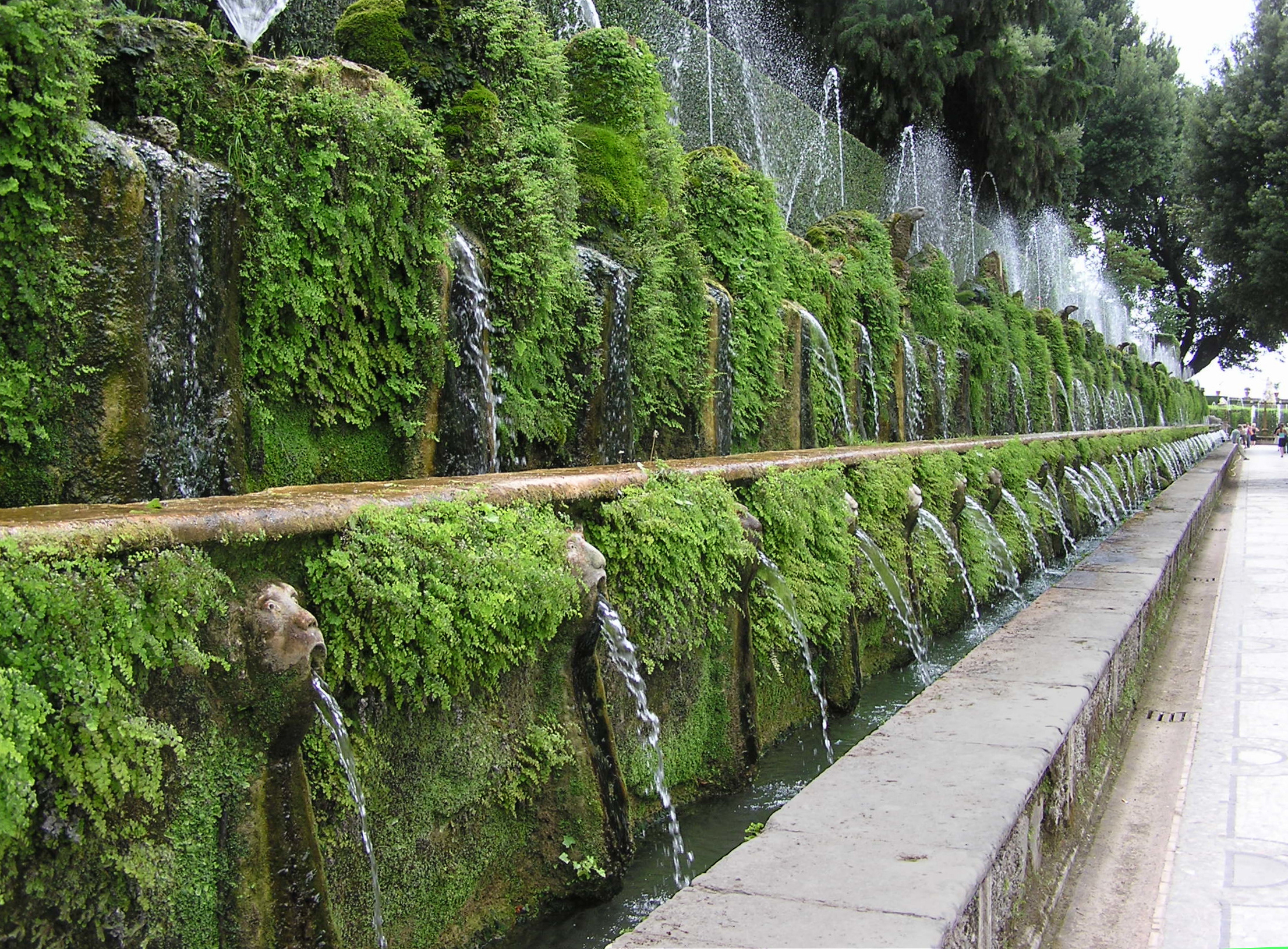
A Száz kutak palotája, a Villa d'Este
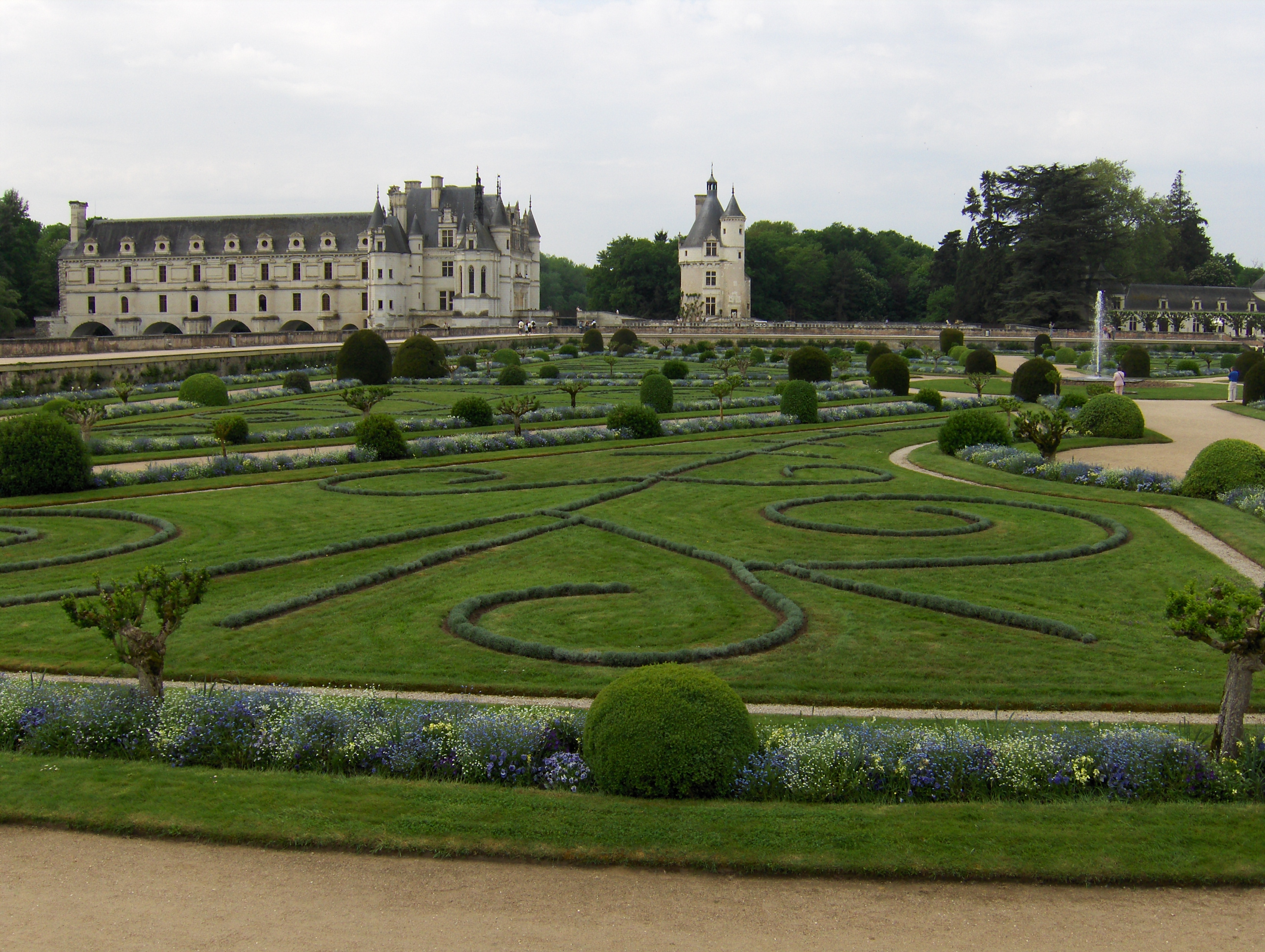
A Château de Chenonceau – Franciaország
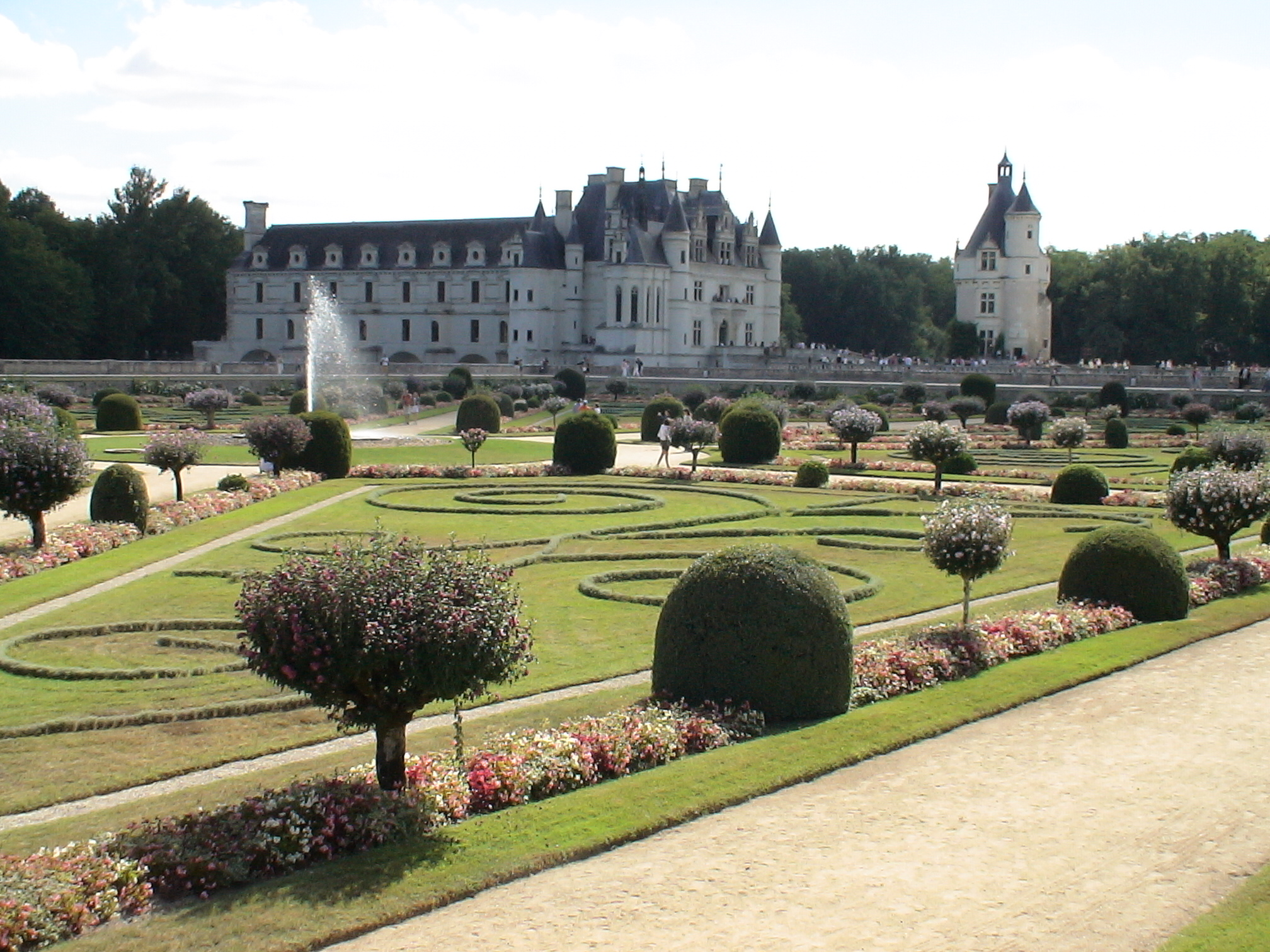
Chenonceau
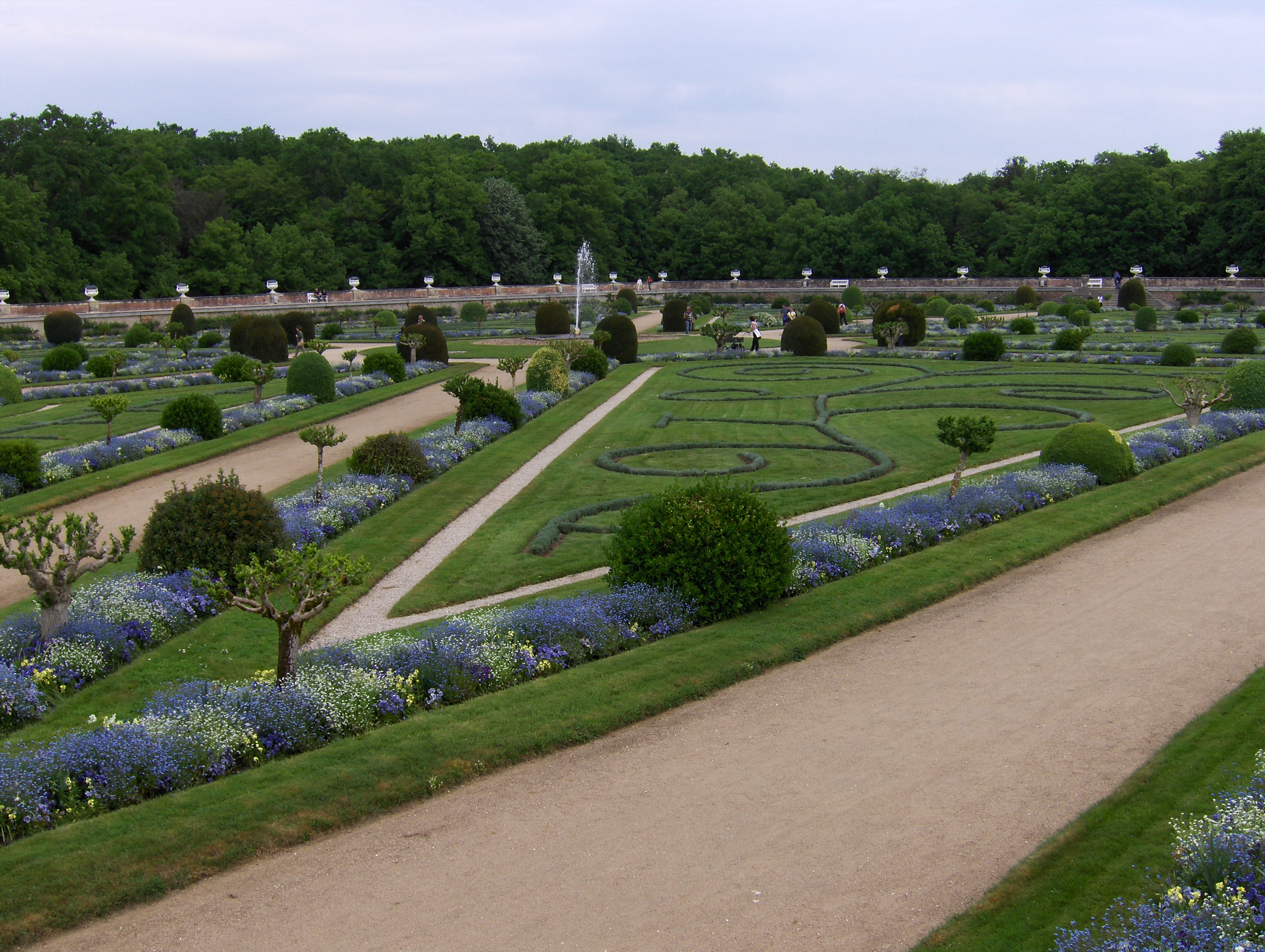
Chenonceau
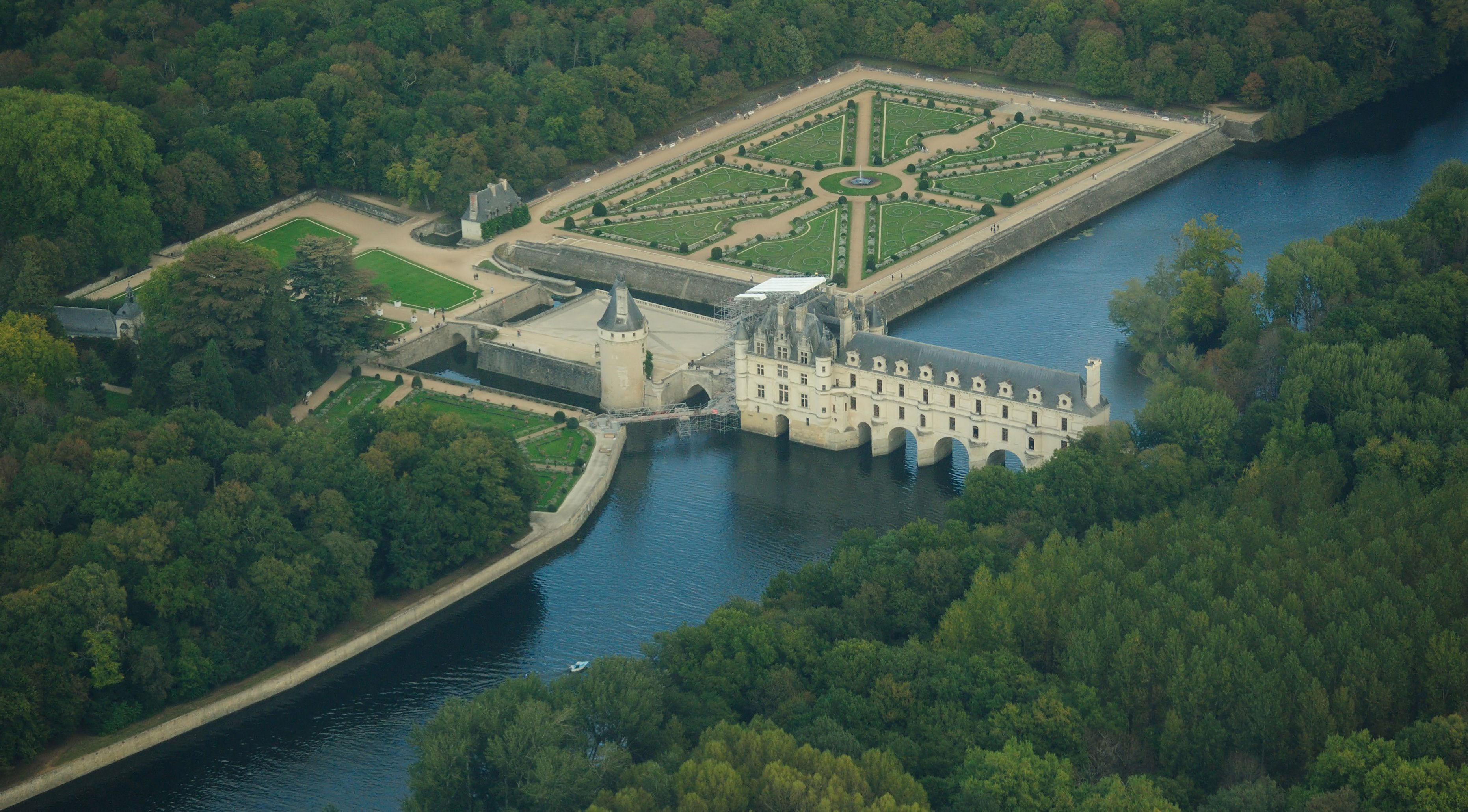
A Château de Chenonceau – madártávlatból
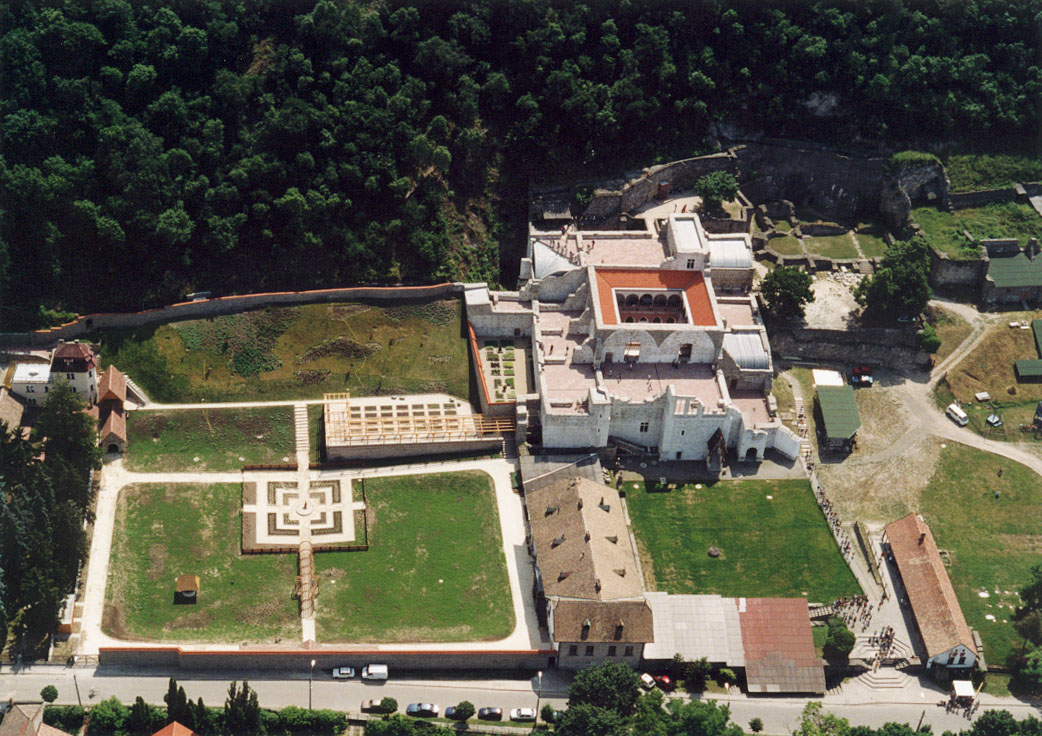
A visegrádi palota

## A magyarországi reneszánsz: Mátyás kora
Mátyás a paloták melletti kerteket (Buda, Visegrád) reneszánsz kertté alakíttatta. Jellemző a cseppformájú előkert létesítése a reneszánsz kerten belül, amelyben puszpáng volt. A többi parterre-ben gránátalma, rózsa, vadbarack volt. A sárospataki vár kertje is reneszánsz kert volt.

## Nyugat-európai reneszánsz
A reneszánsz kertet Leonardo ismertette meg a franciákkal. Ilyenek a Loire-menti kastélyok kertjei, amelyekre jellemző, hogy a kastélyok gótikus, neogótikus vagy román stílusúak, de a kertek már a reneszánsz jegyében épültek.
Minden kastélyt várárok vett körül. A valódi kertek reneszánsz stílusban épültek, a várárkon kívül. Jellemzőjük, hogy a főút vége távolba néző, tájba kapcsoló. A kertet kőkerítéssel vették körbe, a parterre-ek négyzet alapúak, alacsony, nyírott sövénnyel határolták őket, ami a parterre-ekre  való rálátást biztosította. A parterre-ekbe hullámos vonalú, stilizált alakzatban kiültetett növények az arabeszk, amelyben általában fás növényt, illetve örökzöldeket alkalmaztak. Megjelenik még a broderie, amely egy virágos kiültetési formát jelent, amelyben büdöske (Tagetes erecta), (Iresine spp.) stb. – csoportosan szerepelt. A kert sík területen épült, geodéziai középpontjában szökőkúttal.

## Angol reneszánsz
A vastagfalú, magas őrtornyokkal és várárokkal épült paloták és kastélyok viszonylag sík területen létesültek, ahol a kastélyból a kertre jó rálátás volt. Megjelent a golfpálya is. A főbejárattal szemben hosszú egyenes út épült, amely kettészelte a területet. A kertet nem parterre-ekre, hanem virágzó, füves kiültetésekre osztották, zömmel a főúthoz közel. Az úgynevezett mille fleurs – azaz ezer virág – kiültetési formát alkalmazzák. A kerítés mellett geometriai alakzatban fákat és cserjesorokat telepítettek, amiből a hatalmat az reprezentálta, ha minél több volt. A fasorokból maximum ötöt ültettek, lezárásukat cserjesorral oldották meg.